# Fredrik Adolph Westerling
Fredrik Adolf Westerling, född 1802 på Sunnanå i Hagby socken, död 1890 i Stockholm, var en svensk ämbetsman. 
Westerling var registrator vid Justitierevisionen. Han skrev en avhandling vid Uppsala universitet om De templo et paroecia Hagbyensi dissertatio topographico-historica (1. 1821, 2. 1824) med Erik Gustaf Geijer som preses. Han utgav Ecklesiastik-matrikel öfver Sverige (1838, supplement 1840, elfte upplagan 1888) och Svensk ecklesiastik-tidning (1842-89).